# Cosmo's Factory
Cosmo's Factory (en español: La fábrica de Cosmo) es el quinto álbum de estudio de la banda de rock Creedence Clearwater Revival, lanzado al mercado por Fantasy Records el 25 de julio de 1970. El álbum supuso el clímax de una etapa compositiva  bastante  prolífica, siendo el quinto disco de estudio de la banda en menos de dos años.
Cosmo's Factory  se convirtió en el mayor éxito comercial para los CCR en Estados Unidos y a nivel internacional, alcanzando el puesto #1 en las listas de álbumes de Billboard y colocando tres singles entre los cinco primeros puestos: "Lookin' Out My Back Door" y "Travelin' Band" en la segunda posición, y "Up Around the Bend", en el cuarto puesto. Más sorprendente aún, Cosmo's Factory ingresó en la undécima posición de la lista de álbumes de soul de Billboard, convirtiéndose en un hito para una banda de pop/rock.
El título del álbum procede de una casa en Berkeley donde la banda solía ensayar. El líder de la CCR John Fogerty fue tan insistente a la hora de ensayar casi a diario que el batería Doug "Cosmo" Clifford comenzó a referirse al lugar como "la factoría".
En el 2020 el álbum fue incluido en la lista de los 500 mejores álbumes de todos los tiempos de la revista Rolling Stone, ocupando el puesto 413.

## Legado
En el 2003, la revista musical estadounidense Rolling Stone publicó su lista "The 500 Greatest Albums of All Time", como edición especial de su publicación de diciembre. En la lista el álbum fue incluido en el puesto 265. Para la segunda edición del listado, publicado en el 2012, el álbum fue retirado de la lista. 
Pese a ello en la segunda reedición, publicada en septiembre de 2020, la revista volvió a incluir a Cosmo's Factory dentro del listado final, pero sufrió una importante desvalorización, pues fue ubicado en la posición 413.

## Lista de canciones
Todas las canciones compuestas por John Fogerty excepto donde se anota.

### Cara A
1. "Ramble Tamble" – 7:10
  - Grabado en junio de 1970
2. "Before You Accuse Me" (Bo Diddley) – 3:27
  - Grabado en junio de 1970
3. "Travelin' Band" – 2:10
  - Grabado a finales de 1969
4. "Ooby Dooby" (Wade Moore/Dick Penner) – 2:07
  - Grabado en junio de 1970
5. "Lookin' Out My Back Door" – 2:35
  - Grabado en junio de 1970
6. "Run Through the Jungle" – 3:10
  - Grabado en marzo de 1970

### Cara B
1. "Up Around the Bend" – 2:44
  - Grabado en marzo de 1970
2. "My Baby Left Me" (Arthur Crudup) – 2:21
  - Grabado en junio de 1970
3. "Who'll Stop the Rain" – 2:30
  - Grabado a finales de 1969
4. "I Heard It Through the Grapevine" (Norman Whitfield/Barrett Strong) – 11:07
  - Grabado en junio de 1970
5. "Long as I Can See the Light" – 3:35
  - Grabado en junio de 1970

Temas extra de la reedición de 2008
1. "Travelin' Band" (Remake Take) - 2:15
2. "Up Around the Bend" (Live in Amsterdam, 9/10/71) - 2:41
3. "Born on the Bayou" (Jam with Booker T. at Fantasy Studios) - 5:58

## Personal

### Creedence Clearwater Revival
- Doug Clifford: batería
- Stu Cook: bajo
- John Fogerty: guitarra, piano, saxofón y voz
- Tom Fogerty: guitarra rítmica

### Producción
- John Fogerty: producción, arreglos y diseño de portada
- Russ Gary: ingeniero de grabación
- Tamaki Beck: supervisor de masterización
- Kevin Gray, Steve Hoffman, Shigeo Miyamoto: masterización
- Robert Christgau: notas

## Listas de éxitos

### Álbum
| Año  | Lista                                     | Posición |
| ---- | ----------------------------------------- | -------- |
| 1970 | Soul Albums                               | 11       |
| 1970 | Pop Albums                                | 1        |
| 1970 | UK Albums Chart                           | 1        |
| 1970 | Australian Kent Music Report Albums Chart | 1        |

### Sencillos
| Fecha          | Sencillo                                                 | Posición    | Posición  |
| Fecha          | Sencillo                                                 | Pop Singles | UK Top 40 |
| -------------- | -------------------------------------------------------- | ----------- | --------- |
| Marzo de 1970  | "Travelin' Band"/"Who'll Stop The Rain"                  | 2           | 8         |
| Junio de 1970  | "Up Around The Bend"/"Run Through The Jungle"            | 4           | 3         |
| Agosto de 1970 | "Long As I Can See The Light"/"Lookin' Out My Back Door" | 2           | 20        |